# Bundesstraße 465
Die Bundesstraße 465 (Abkürzung: B 465) führt von Kirchheim unter Teck über Römerstein, Bad Urach, Münsingen, Ehingen (Donau) und Biberach an der Riß nach Leutkirch im Allgäu.

## Geschichte
Die heutige Bundesstraße 465 setzt sich aus drei ehemaligen württembergischen Staatsstraßen zusammen:
- Der nördliche Streckenabschnitt bis Römerstein war Bestandteil der württembergischen Staatsstraße Nr. 45, die von Plochingen über Kirchheim und Blaubeuren nach Ulm führte.
- Der mittlere Streckenabschnitt ab Urach war Bestandteil der württembergischen Staatsstraße Nr. 43, die von Stuttgart über Urach, Münsingen und Ehingen nach Biberach führte. Diese Straße wurde laut Beschreibung des Oberamts Ehingen im Jahre 1810 angelegt.

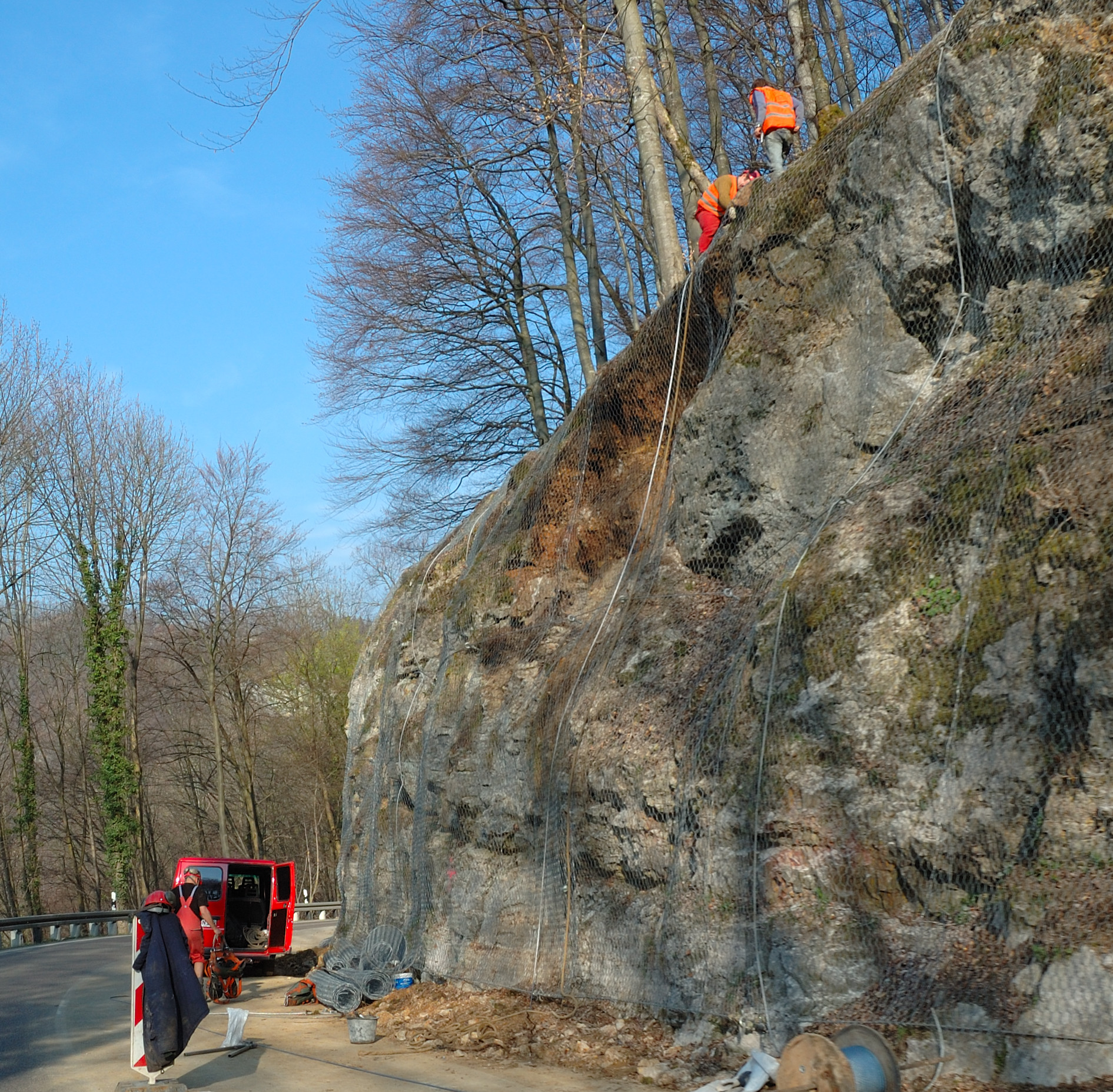
Felssicherung Gutenberger Steige (2007)

- Der südliche Teil führte als württembergische Staatsstraße Nr. 54 vom Bahnhof in Unteressendorf über Bad Wurzach und Leutkirch nach Isny.

Die Bundesstraße 465 wurde in den frühen 1960er Jahren eingerichtet.

## Planungen
- Ortsumfahrung Ehingen[1]
- Ortsumfahrung Ingerkingen[2]
- Ortsumfahrung Warthausen[3]